# Res Schmid (Musiker)
Res Schmid (* 22. Juli 1955 in Bantigen; bürgerlich Andreas Schmid) ist ein Schwyzerörgelispieler aus dem Schweizer Kanton Bern.
Schmid begann mit dem Schwyzerörgelispiel in seinem sechsten Altersjahr – zusammen mit seinen Brüdern Kurt (ebenfalls Schwyzerörgeli) und Rudolf (Bassgeige). 1971 kam auch Cousin Gottfried dazu, so dass sie zu dritt Schwyzerörgeli spielten und fortan unter dem Namen Schmidbuebe auftraten. Nach verschiedenen musikalischen Stationen kam es 1985 zur Gründung der Ländlerkapelle Res Schmid – Gebrüder Marti. Bekannt wurde Schmid auch für sein Zusammenspiel mit Peter Zinsli. Mit dem Berner Kinderliedermacher Roland Zoss schuf er ab 2001 rund um die Hörspielmaus Jimmy Flitz unter anderem mit dem Murmeli-Kinderjodel in Zusammenarbeit mit Christine Lauterburg eine volkstümliche Art von Mundartkinderlied.

## Auszeichnung
- D’Ländlerkönige
- Biographie bei der Ehrung mit dem Goldenen Violinschlüssel

| Personendaten    | Personendaten                     |
| ---------------- | --------------------------------- |
| NAME             | Schmid, Res                       |
| ALTERNATIVNAMEN  | Schmid, Andreas (wirklicher Name) |
| KURZBESCHREIBUNG | Schweizer Ländlermusikant         |
| GEBURTSDATUM     | 22. Juli 1955                     |
| GEBURTSORT       | Bantigen, Schweiz                 |